# Castell de Colltort
El castell de Colltort és un castell situat entre Sant Feliu de Pallerols i Santa Pau (Garrotxa). Està situat a la zona baixa d'una carena entre la serra del Corb i la serra de Finestres a poca distància de la collada de Colltort. En queden les restes del setial sobre el volcà de Font-pobra. Hi ha vestigis de murs d'una torre rectangular i d'un recinte desaparegut. És una obra declarada bé cultural d'interès nacional.

## Descripció
El castell de Colltort està enrunat.
El castell és compost d'una torre de planta rectangular i d'una muralla que s'estén al seu voltant, a uns 8 m de distància, especialment als costats est, sud i oest. A la banda nord hi ha el cingle. La torre té una amplada exterior de 6,42 m i una longitud de 9,36 m El gruix de les parets és d'1,06 m Sembla que a migjorn hi havia una porta. El mur extern de l'angle sud-oest té una alçada de 2,5 m Les pedres del mur són escalonades i allargades. Tenen unes mides de 18 cm d'alt per 35 de llarg. Als angles exteriors hi ha carreus més grossos (30 cm x 70 cm), ben escairats. La construcció es fonamenta a la roca o bé en unes pedres més grosses i planes. El morter és de calç i no es pot esterrossar fàcilment.
A 6 m a ponent de la torre, restes d'un mur exterior de carreus ben tallats. A migjorn, un marge més tardà de pedra que devia fer de muralla exterior. En alguns indrets s'ha conservat fins a una altura de 3 m. Al sud hi ha una porta i un bon tros de parament. A aquest tros i, al que es veu en diagonal, hi ha restes d'una construcció amb "opus spicatum"; a ponent continua el parament i s'hi veuen restes d'un forn.
Es calcula que la torre fou construïda el segle xi i els murs que l'envolten foren construïts, o refets, als segles posteriors.

## Història

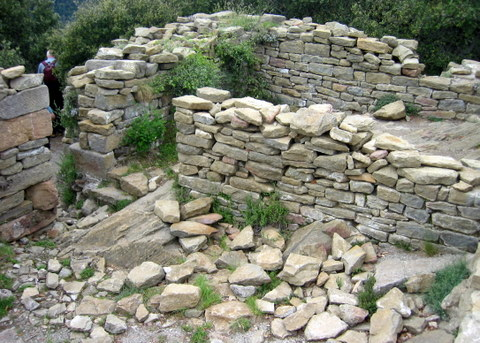
Castell de Colltort (abril 2011)

El primer esment que hi ha documentat sobre el castell de Colltort és de l'any 1017, en l'instrument de dotació i institució del Bisbat de Besalú, signa Ermemir, del castell de Colltort («Ermemini ex Castro de Collo Tortuensi»), que devia ser el veguer o senyor feudal del lloc. En el testament del comte Bernat I de Tallaferro de Besalú (1020 o 1021) apareix esmentat novament aquest castell. El testador llega al seu fill i successor Guillem «ipso castello quem dicunt Collotorto». En la documentació hi ha sovint esmentats plegats els castells de Finestres i de Colltort, segurament perquè ambdós castells estan situats molt propers en la carena de la mateixa serralada. L'any 1028 en la venda de l'alou de La Cot, indret proper a Colltort, surt esmentat com a límit meridional el «castro que dicunt Collo Torto». Els castells de Finestres i Colltort, propers entre si, tingueren una funció important en les relacions entre Barcelona i Besalú.
El 1054 fou signat un conveni entre el comte Ramon Berenguer I de Barcelona i el comte Guillem II de Besalú, pel qual aquest se someté al comte de Barcelona després d'un intent de revolta. Hi ha una sèrie de texts que reflecteixen la submissió de la casa comtal de Besalú, els membres de la qual depenien cada vegada més del casal barceloní. Es creu que el comte de Barcelona devia ésser el senyor eminent de les dues fortificacions, Finestres i Colltort, que, un cop rebudes en demostració de submissió, les retornà a Guillem II qui li jurà fidelitat. Durant els anys següents continuaren els enfrontaments entre els dos comtes. Guillem es veié obligat a empenyorar diverses vegades el castell de Colltort com per exemple l'any 1057 en que el «castrum de Colltort cumm omnia sua castellania et cum tot suo edificio», és a dir, castell i el seu terme foren donats en garantia i amb la seva castlania al bisbe Guillem de Vic, després que Guillem de Besalú fes les paus amb el comte Ramon Berenguer.
El 1070, quan els nobles de Besalú juren fidelitat a llur comte Guillem Bernat, aquest es compromet a no negar els drets que el comte de Besalú hi tenia. L'any 1184, en el testament de Dolça d'Hostoles apareix la signatura d'Oliver de Colltort, possiblement el castlà. El 1210 hi ha un document de venda d'un mas de Guillem de Colltort, de la seva muller i dels seus fills amb el consentiment del seu senyor, Mir d'Hostoles. Aquest mateix senyor, dos anys després repartia el castell de Colltort; dues parts a la seva filla Dolça i una tercera part a una altra filla, Guillermina i el fill d'aquesta, Galceran. Veiem, per tant, que el castell havia passat a dependre de la propera casa d'Hostoles. L'any 1339, el castell passa a formar part del patrimoni reial.
El 1342, el rei Pere el Cerimoniós dirigí una comunicació al veguer de Girona per tal que resolgués el plet incoat a la cúria de Besalú per la marquesa de Santa Pau respecte a «duo fortalicia vocata Coltort et Ça Cot». Per tant, Els Santa Pau havien adquirit drets sobre totes dues fortificacions. L'any 1698, Sant Iscle, com la vila de Sant Feliu de Pallerols i el lloc de Sant Miquel de Pineda –tots del mateix districte municipal eren de la batllia reial d'Hostoles. El castell, però, va perdre ben aviat la seva funció defensiva i a poc a poc s'anà enderrocant, quedant actualment només part dels seus murs.